# Хейз, Джордж Фрэнсис
Джордж Фрэ́нсис Хейз (англ. George Francis Hayes; 7 мая 1885[…], Стэннардс, Нью-Йорк — 9 февраля 1969[…], Бербанк, Калифорния) — американский киноактёр, менее известен как актёр радио и телевидения, исполнитель песен в фильмах. 

## Биография
Джордж Фрэнсис Хейз родился 7 мая 1885 года в поселении Стэннардс (штат Нью-Йорк, США), согласно некоторым источникам — в близлежащем городке Уэллсвилл. Был третьим из семи детей в семье. Отца звали Кларк Хейз, он владел небольшой гостиницей, а также имел отношение к добыче нефти. Мать звали Элизабет Моррисон.
В 17 лет сбежал из дома, стал актёром бродячего цирка и актёром водевилей.
К 1928 году Хейз скопил заметное состояние и смог купить недешёвый дом в поселении Болдуин на Лонг-Айленде (штат Нью-Йорк), оставив артистическую карьеру. В следующем году актёр потерял все свои сбережения в результате известного биржевого краха.
В 1919 и 1923 годах Хейз разово снялся в двух кинофильмах, но по-настоящему его карьера началась с 1929 года: жена уговорила враз обедневшего мужа переехать на другой конец страны в Лос-Анджелес и попробовать начать зарабатывать на жизнь киноактёром в Голливуде. Прибыв в Калифорнию, Хейз быстро познакомился с продюсером малобюджетных лент Тремом Карром, который обеспечил его первыми тридцатью ролями.
Хейз начинал свою кинокарьеру как исполнитель главных ролей и характерный актёр, но больше всего запомнился зрителю благодаря многочисленным появлениям в вестернах категории B. Основным амплуа актёра был образ старого взбалмошного, сварливого женоненавистника, но всегда верного и храброго, иногда комичного помощника ковбоя  Хопалонга Кэссиди (персонаж), роль которого исполнял Рой Роджерс. Образ на экране довершала одежда — мешковатые брюки, клетчатая фланелевая рубашка и потрёпанная шляпа, сложенная спереди. Хейз, в реальной жизни умный, ухоженный и красноречивый мужчина (один из тех людей в Голливуде, которые всегда одеты по моде и со вкусом), часто изображал в фильмах седого чудака, который произносит фразы из лексикона деревенских жителей: «соглашаться с этим» (англ. consarn it), «ты, чёртов зубоскал» (англ. yer durn tootin), «болтун» (англ. dadgummit), «чертовски привередливая женщина» (англ. durn persnickety female) «молодой молокосос» (англ. young whippersnapper) и другие. Вне сценической площадки актёр был всегда элегантно и со вкусом одет и в реальной жизни был полной противоположностью тех персонажей, которых играл в кино. Он был начитан, ухожен, серьёзен и в высшей степени философичен. Несмотря на то, что долгое время был звездой вестерна, он научился ездить на лошади только в 50 лет и говорил, что никогда не был большим поклонником вестернов. К своему имени актёр добавил слово Гэбби (на русский язык переводится как «Словоохотливый») и в титрах указывался как «Джордж „Гэбби“ Хейз».
За свою карьеру длиной четверть века (1929—1954) Хейз снялся в почти двухстах фильмах, в том числе: с Роем Роджерсом 44 раза, с Джоном Уэйном 15 раз, с Диким Биллом Эллиоттом 14 раз, с Джином Отри 7 раз, с Рэндольфом Скоттом 6 раз. В 34 случаях режиссёром его картин выступал Джозеф Кейн.
В конце 1940-х годов жанр вестерна стал терять свою популярность, и поскольку Хейз был «узкоспециализированным» актёром, ему пришлось уйти из большого кино. Он запустил собственное телевизионное шоу (1950—1953, 1956), а в 1958 году окончательно ушёл на покой.
Джордж Хейз скончался 9 февраля 1969 года в городе Бербанк (Калифорния) от сердечно-сосудистого заболевания, актёру было 83 года. Похоронен на кладбище «Голливудские холмы» в Лос-Анджелесе.
Личная жизнь
4 марта 1914 года Хейз женился на девушке по имени Оливия Айрленд. Она также была артисткой, играла в водевилях под псевдонимом Дороти Эрл. Пара прожила вместе 43 года до самой смерти жены. Детей не было.
Признание заслуг
8 февраля 1960 года, в день открытия, Джорджу Хейзу были посвящены сразу две звезды на Голливудской «Аллее славы»: за вклад в развитие телевидения и за вклад в индустрию радио.
В 2000 году Хейз посмертно был включён в «Зал великих актёров вестернов» при Национальном музее ковбоев и западного наследия.

## В популярной культуре
- С апреля 1969 года существует команда рыболовов, ежегодно отправляющаяся на реку Кеттл-Крик[англ.] в Пенсильвании. Их мероприятие носит название «Турнир по ловле форели памяти Гэбби Хейза». В апреле 2019 года команда отпраздновала своё 50-летие[15].
- В 1974 году на экраны вышел пародийный вестерн «Сверкающие сёдла». Актёр Джек Старретт исполнил в нём роль Гэбби Джонсона, недвусмысленно пародирующую Джорджа Хейза[16].
- С 1983 по 1989 год в Уэллсвилле[англ.] в начале июля проходили «Дни Гэбби Хейза». Мероприятие включало в себя уличную распродажу, танцы на площади и конкурсы двойников Хейза для взрослых и детей. В конце концов это празднование было объединено с шоу воздушных шаров, проводимом в середине июля, и постепенно исчезло. В этом городке существует улица под названием Гэбби-Хейз-лейн (англ. Gabby Hayes Lane)[4].
- В эпизоде «Радиоактивный человек» (1995) мультсериала «Симпсоны» Милхаус становится киноактёром, помощником Радиоактивного человека по прозвищу Fallout Boy. Режиссёр фильма комментирует его роль словами Milhouse is going to be big, Gabby Hayes big![17]
- В мультфильме «История игрушек 2» (1999) присутствует персонаж Старатель, озвученный Келси Грэммером, — он создан по образу Джорджа Хейза[18].

## Избранная фильмография

### В титрах указан
- 1929 — Улыбающиеся ирландские глаза[англ.] / Smiling Irish Eyes — таксист
- 1929 — Сенсация[англ.] / Big News — Хоффман, репортёр
- 1931 — Украденные драгоценности / The Stolen Jools — киномеханик
- 1933 — Наездники судьбы[англ.] / Riders of Destiny — Чарли Дентон
- 1934 — Везучий техасец[англ.] / The Lucky Texan — Джейк Бенсон
- 1934 — Западная граница[англ.] / West of the Divide — Дасти Родс
- 1934 — Таинственный лайнер[англ.] / Mystery Liner — Джо, часовой
- 1934 — Воронёная сталь[англ.] / Blue Steel — шериф Джейк Уитерс
- 1934 — Человек из Юты[англ.] / The Man from Utah — маршал Джордж Хиггинс
- 1934 — Одинокий всадник Рэнди[англ.] / Randy Rides Alone — Марвин Чёрный, также известный как Мэтт Немой
- 1934 — Звезда Пакер[англ.] / The Star Packer — Мэтт Мэтлок
- 1934 — В старом Санта-Фе[англ.] / In Old Santa Fe — Кактус
- 1934 — Граница без закона[англ.] / The Lawless Frontier — Дасти
- 1934 — Под небом Аризоны[англ.] / ’Neath the Arizona Skies — Мэтт Даунинг
- 1935 — Техасский террор[англ.] / Texas Terror — шериф Эд Уильямс
- 1935 — Затерянный город[англ.] / The Lost City — Баттерфилд
- 1935 — Радужная долина[англ.] / Rainbow Valley — Джордж Хейл
- 1935 — Леди жаждут возбуждения[англ.] / Ladies Crave Excitement — Дэн МакКлоски
- 1935 — Катящееся перекати-поле[англ.] / Tumbling Tumbleweeds — доктор Паркер
- 1935 — 1000 долларов в минуту[англ.] / 1,000 Dollars a Minute — «Новый Курс» Уотсон
- 1936 — Беззаконные девяностые[англ.] / The Lawless Nineties — майор Картер
- 1936 — Сердца в рабстве[англ.] / Hearts in Bondage — Эзра
- 1936 — Техасские рейнджеры / The Texas Rangers — судья Сноу
- 1936 — Отвага — второе имя Керри[англ.] / Valiant Is the Word for Carrie — бородач
- 1936 — Человек с равнины / The Plainsman — Бризи
- 1938 — Золото там, где ищешь[англ.] / Gold Is Where You Find It — Энох
- 1938 — В старой Мексике[англ.] / In Old Mexico — Уинди Хэлидей
- 1939 — Друзья и враги Америки[англ.] / Let Freedom Ring — «Поп»[19] Уилки
- 1939 — Серебряный мудрец[англ.] / Silver on the Sage — Уинди Хэлидей
- 1939 — Человек победы[англ.] / Man of Conquest — Лэнни Апчарч
- 1939 — В старом Монтерее[англ.] / In Old Monterey — Гэбби Уиттакер
- 1939 — Дни Джесси Джеймса[англ.] / Days of Jesse James — Гэбби Уиттакер
- 1940 — Чёрная команда / Dark Command — Эндрю «Док» Гранч
- 1940 — Повозки на Запад[англ.] / Wagons Westward — Сухарь
- 1940 — Малыш из Карсон-Сити[англ.] / The Carson City Kid — маршал Гэбби Уиттакер
- 1940 — Колорадо[англ.] / Colorado — Гэбби
- 1940 — Молодой Билл Хикок[англ.] / Young Bill Hickok — Гэбби Уиттакер
- 1940 — Мелодии ранчо[англ.] / Melody Ranch — Поп[19] Ларами
- 1943 — В старой Оклахоме[англ.] / In Old Oklahoma — Отчаявшийся Дин
- 1944 — В седле / Tall in the Saddle — Дейв
- 1945 — Колокола Розариты[англ.] / Bells of Rosarita — Гэбби Уиттакер
- 1945 — По тропе Навахо[англ.] / Along the Navajo Trail — Гэбби Уиттакер
- 1945 — Не загоняй меня в угол[англ.] / Don't Fence Me In — Гэбби Уиттакер, также известный как Дикий Кот Келли
- 1946 — Песнь Аризоны[англ.] / Song of Arizona — Гэбби Уиттакер
- 1946 — Территория негодяя[англ.] / Badman's Territory — Койот
- 1946 — Мой приятель Триггер[англ.] / My Pal Trigger — Гэбби Кендрик
- 1947 — Улица Трейл[англ.] / Trail Street — Билли Джонс
- 1948 — Альбукерке[англ.] / Albuquerque — Джюк
- 1949 — Эль-Пасо[англ.] / El Paso — Пески Тис
- 1950 — Тропа Карибу[англ.] / The Cariboo Trail — Оскар, также известный как Гризли
- 1950—1953, 1956 — Шоу Гэбби Хейза[англ.] / The Gabby Hayes Show — ведущий (в 64 эпизодах)
- 1956 — Кукольный театр[англ.] / Howdy Doody — в роли самого себя (в 1 эпизоде)

### В титрах не указан
- 1930 — Играем вокруг да около[англ.] / Playing Around — продавец ж/д билетов
- 1930 — Во имя защиты[англ.] / For the Defense — Бен, официант
- 1930 — Максимальная скорость[англ.] / Top Speed — клерк Western Union
- 1931 — Дирижабль / Dirigible — служащий парада
- 1932 — Победитель получает всё[англ.] / Winner Take All — стажёр на ранчо Розарио
- 1932 — Люби меня сегодня[англ.] / Love Me Tonight — бакалейщик
- 1935 — Фермер женится[англ.] / The Farmer Takes a Wife — Лукас
- 1935 — Добро пожаловать домой[англ.] / Welcome Home — Чарльз Роджерс
- 1936 — Мистер Дидс переезжает в город / Mr. Deeds Goes to Town — представитель фермера

### Исполнение песен
- 1932 — Люби меня сегодня[англ.] / Love Me Tonight — «That's the Song of Paree»
- 1938 — Золото там, где ищешь[англ.] / Gold Is Where You Find It — «I Gotta Get Back to My Gal»
- 1939 — В старом Монтерее[англ.] / In Old Monterey — «Columbia, the Gem of the Ocean»
- 1940 — Молодой Билл Хикок[англ.] / Young Bill Hickok — «Up and Down the Prairie»
- 1946 — Территория негодяя[англ.] / Badman's Territory — «Bury Me Not on the Lone Prairie» и «Oh, Susanna»
- 1948 — Альбукерке[англ.] / Albuquerque — «De Camptown Races»

- В фильме «Наездники судьбы[англ.]» (1933)
- В фильме «Одинокий всадник Рэнди[англ.]» (1934)
- С Джоном Уэйном (слева) в фильме «Воронёная сталь[англ.]» (1934)
- В фильме «Хопалонг Кэссиди» (1935)
- В фильме «Малыш из Карсон-Сити[англ.]» (1940)
- С Марджори Рэмбю в фильме «В старой Оклахоме[англ.]» (1943)
- В фильме «Дом в Оклахоме» (1946). Слева направо: Джордж Хейз, Лэнни Рис и Руби Дэндридж.
- В «Шоу Гэбби Хейза[англ.]», 1951 г.
- В «Шоу Гэбби Хейза», 1953 г.
- На обложке комиксов «Гэбби Хейз», 1956 г.
- Могила актёра